# Ulla Kraitz

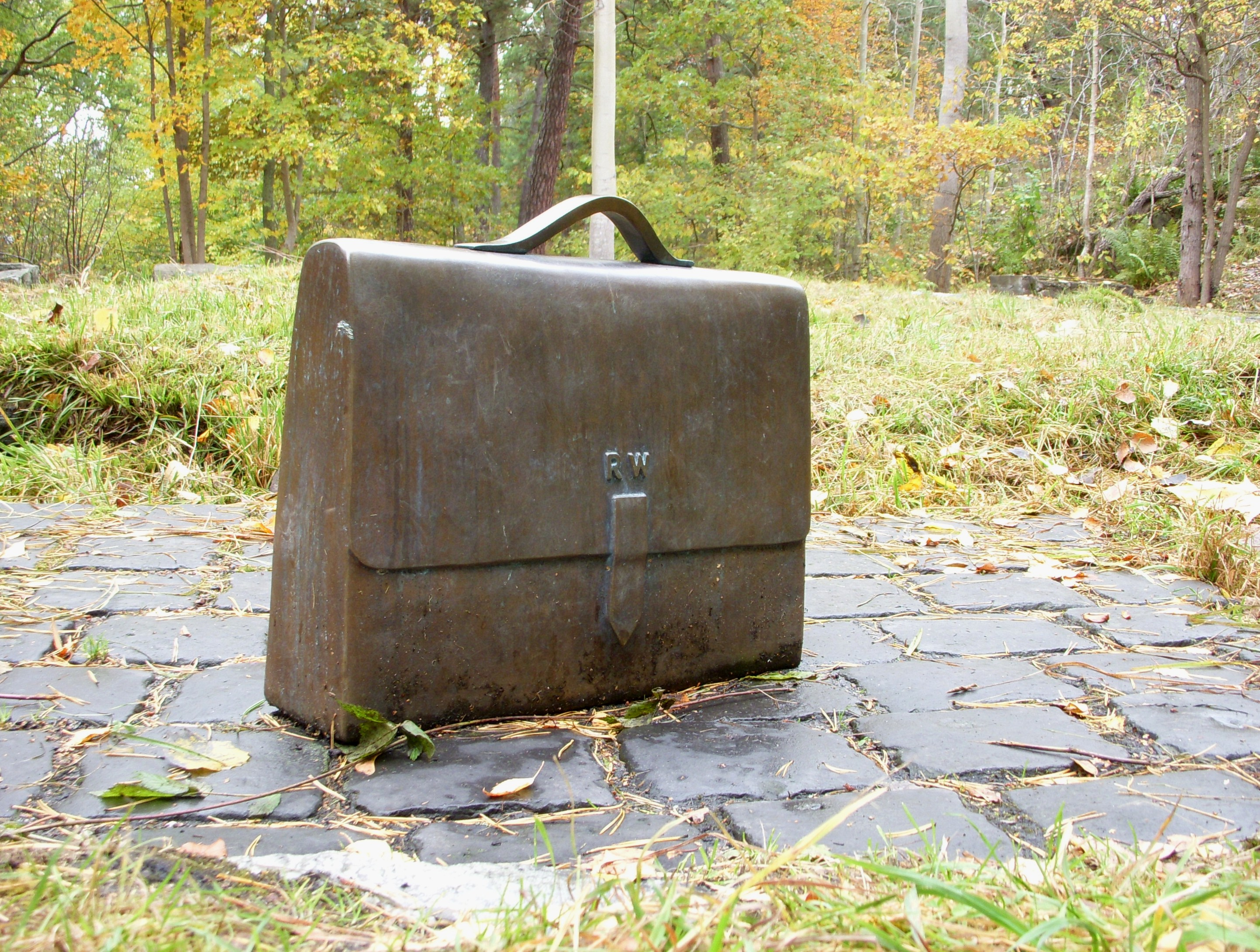
"Attachéväska R.W.", Raoul Wallenbergs portfölj i brons på Kappsta i Lidingö

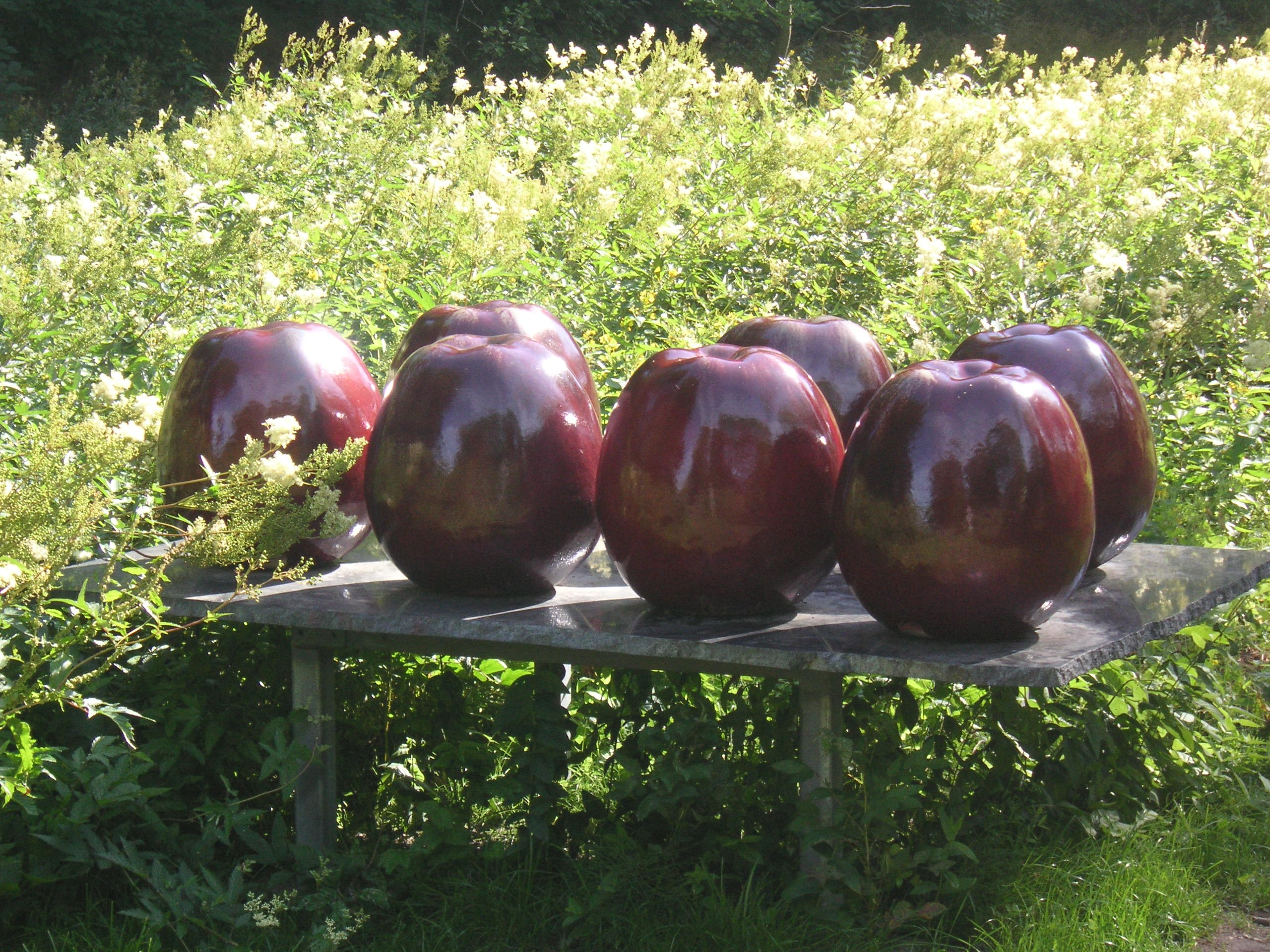
"Röda äpplen", keramik, Waldemarsudde i Stockholm, 2007

Ulla-Britt (Ulla) Kraitz, född Stenkvist 19 augusti 1936 i Stockholm, är en svensk målare, keramiker och skulptör.

## Biografi
Ulla Kraitz utbildade sig vid Konstfack 1954–1958 och bedrev konststudier i Spanien 1958–1959. Hon är sedan 1961 gift med keramikern och skulptören Gustav Kraitz. Paret bosatte sig 1968 i Fogdarp på skånska Bjärehalvön och arbetar ofta tillsammans i sitt konstnärskap. Hon har ställt ut och är representerad på ett stort antal platser världen över.
Under tre år fick hon uppdraget att utforma konstsidan till Nobelprisets diplom och har även skapat prisstatyetten till det internationella Birgit Nilsson-priset. År 2013 uppfördes även parets staty över Birgit Nilsson i Båstad. En delreplik av det monument paret 1998 skapade till minne av Raoul Wallenberg vid FN-skrapan i New York, och vid Utrikesdepartementet i Stockholm, är prisstatyett för Raoul Wallenberg-priset.
Makarna Kraitz har barnen keramikern Cecilia Kraitz och formgivaren Anna Kraitz.

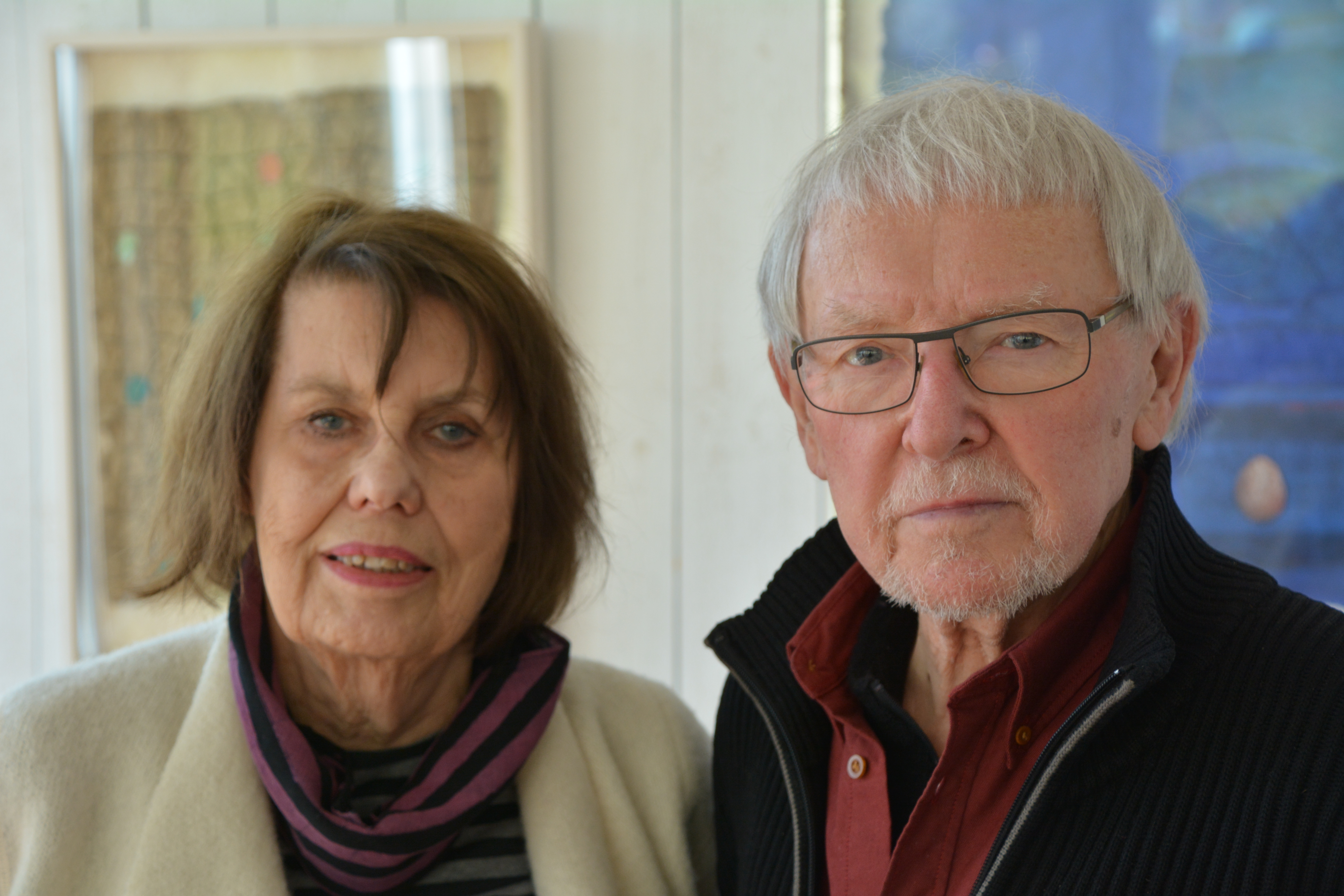
Ulla och Gustav Kraitz, 2015

## Kulturhuset Ravinen
Huvudartikel: Kulturhuset Ravinen
Sedan 1990-talets början har paret Kraitz varit initiativtagare till och en drivande kraft för bygget av en konsthalls- och konsertbyggnad vid en bäckravin i Norrvikens trädgårdar. Insamlingsstiftelsen Ulla och Gustav Kraitz Kulturstiftelse bildades för finansieringen med avsikt att verksamheten. Kulturhuset Ravinen invigdes 2021.

## Offentliga verk i urval
- Hope, Raoul Wallenbergmonument vid FN:s huvudkontor (1998), diabas och brons, hörnet av Första avenyn och 47:e gatan i New York + vid Utrikesdepartementet i Stockholm (tillsammans med Gustav Kraitz)
- Attachéväska R.W., del av Hope, Kappsta i Lidingö, Gustav Adolfs Torg i Stockholm och utanför Skissernas museum i Lund
- Förankrad farkost, Picassoparken i Halmstad (tillsammans med Gustav Kraitz)
- Katarakt (2002), brons och betong, Södertull i Malmö (tillsammans med Gustav Kraitz)
- Trygghet (2005), brons och granit, Storgatan i Höganäs (tillsammans med Gustav Kraitz)
- Röda äpplen (2007), keramik, vid Köpmansgatan i Båstad och Waldemarsudde på Djurgården i Stockholm (tillsammans med Gustav Kraitz)
- Bakom vågorna (2010), flyktingmonument, Ramlösa brunn, Helsingborg (tillsammans med Gustav Kraitz)
- Havsdjur (2011), Vandalorum i Värnamo (tillsammans med Gustav Kraitz).
- Stengodsäpple och Flyende häst i parken på Horns säteri, Södertälje kommun
- Staty över Birgit Nilsson, keramik, 2013, Birgit Nilssons plats i Båstad (tillsammans med Gustav Kraitz) [5]
- Kraitz finns representerad vid bland annat Nationalmuseum[6] i Stockholm och Skissernas museum[7].

## Fotogalleri, verk i urval

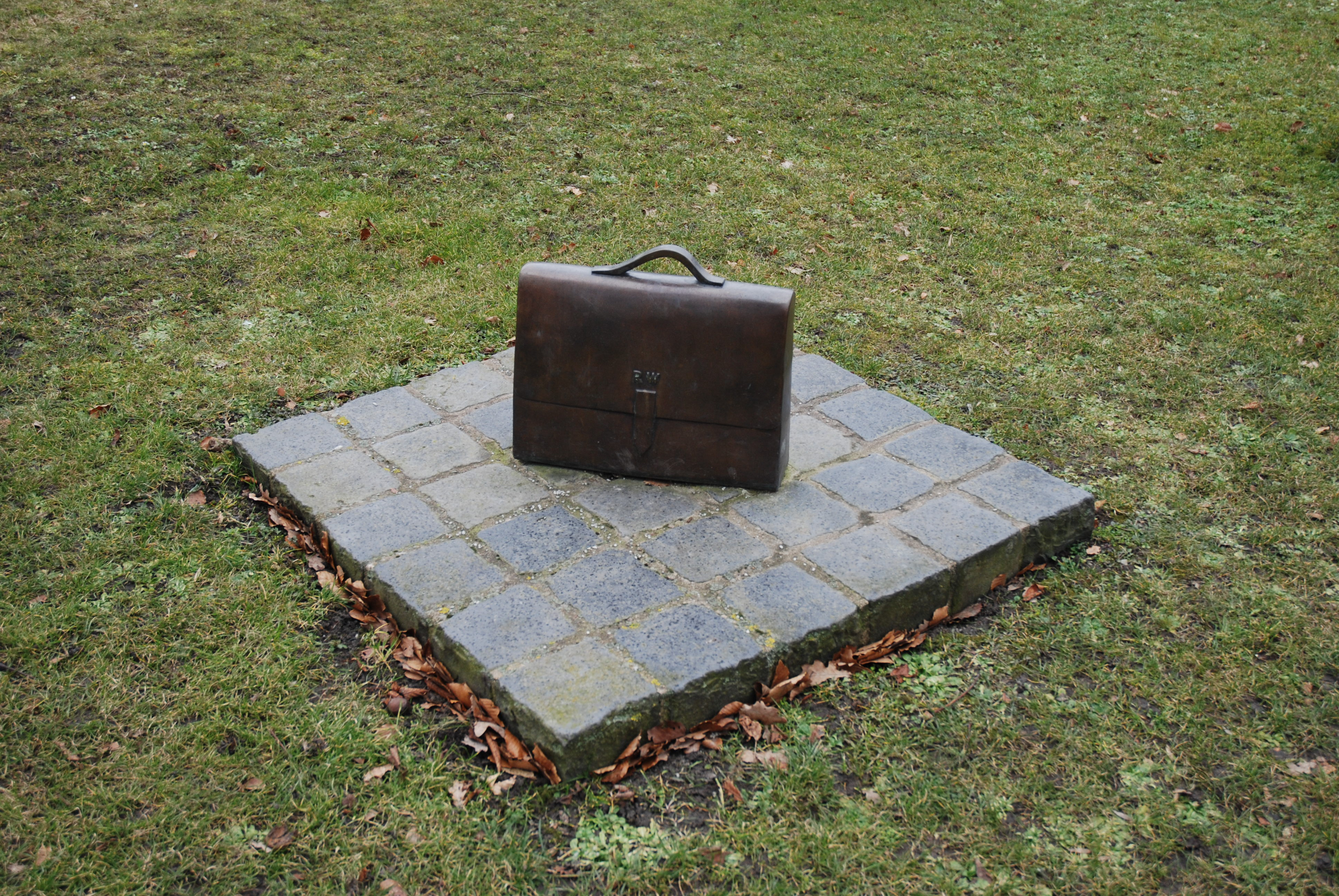
Hope (1998), del av Raoul Wallenberg-monument i New York, utanför Skissernas museum i Lund
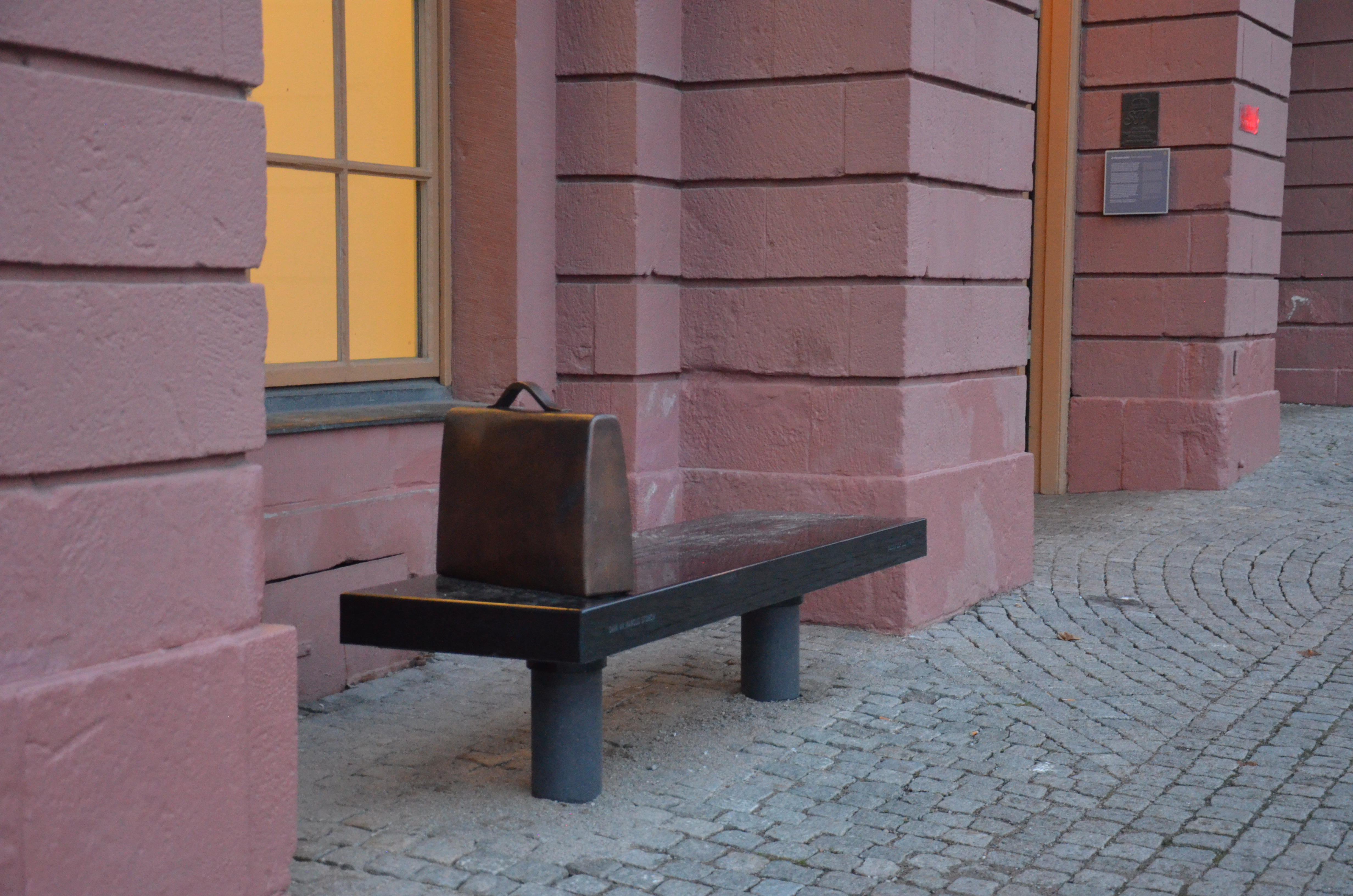
R.W., utanför Arvfurstens palats i Stockholm
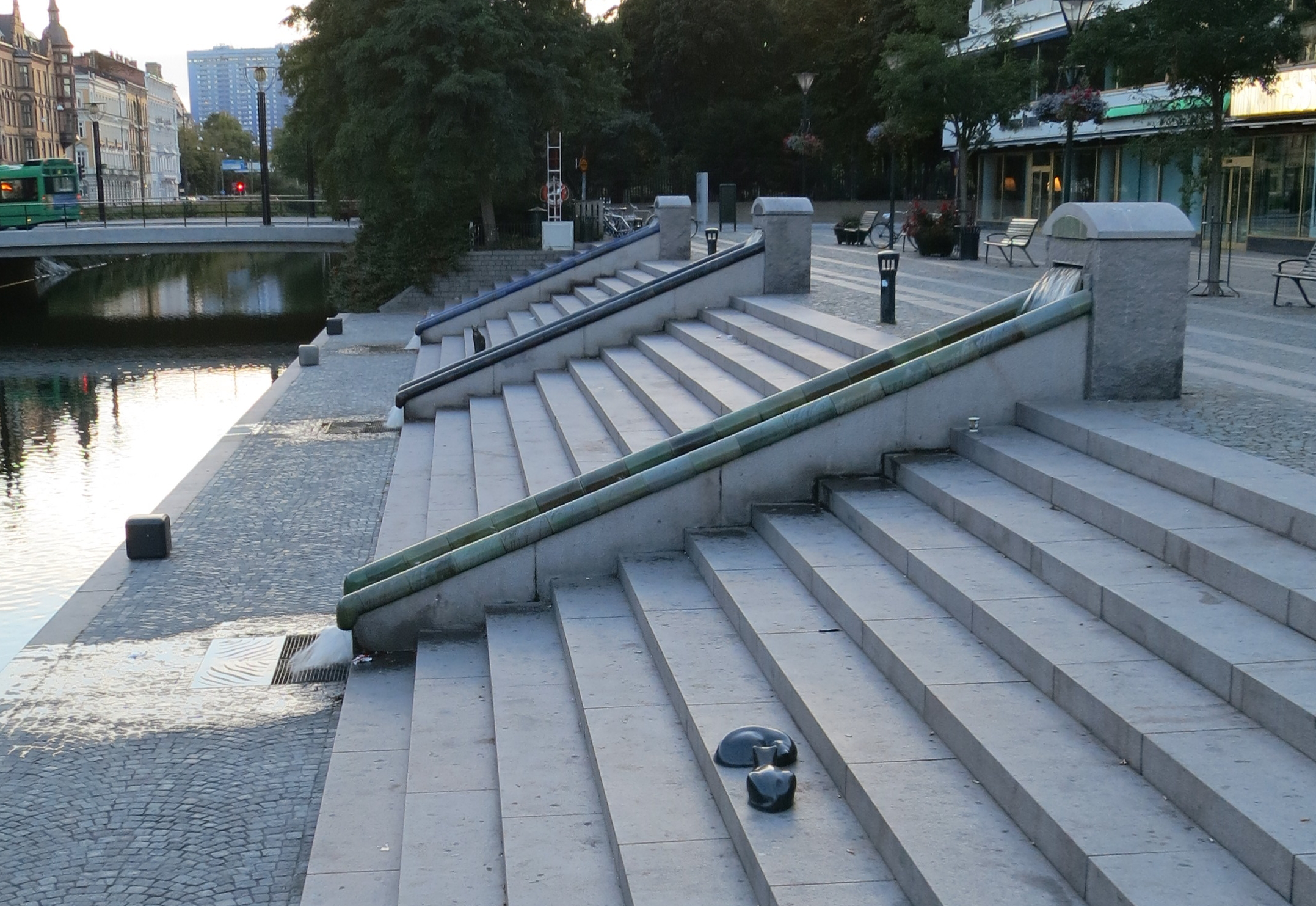
Kattarakt (2002), brons och betong, Södertull i Malmö
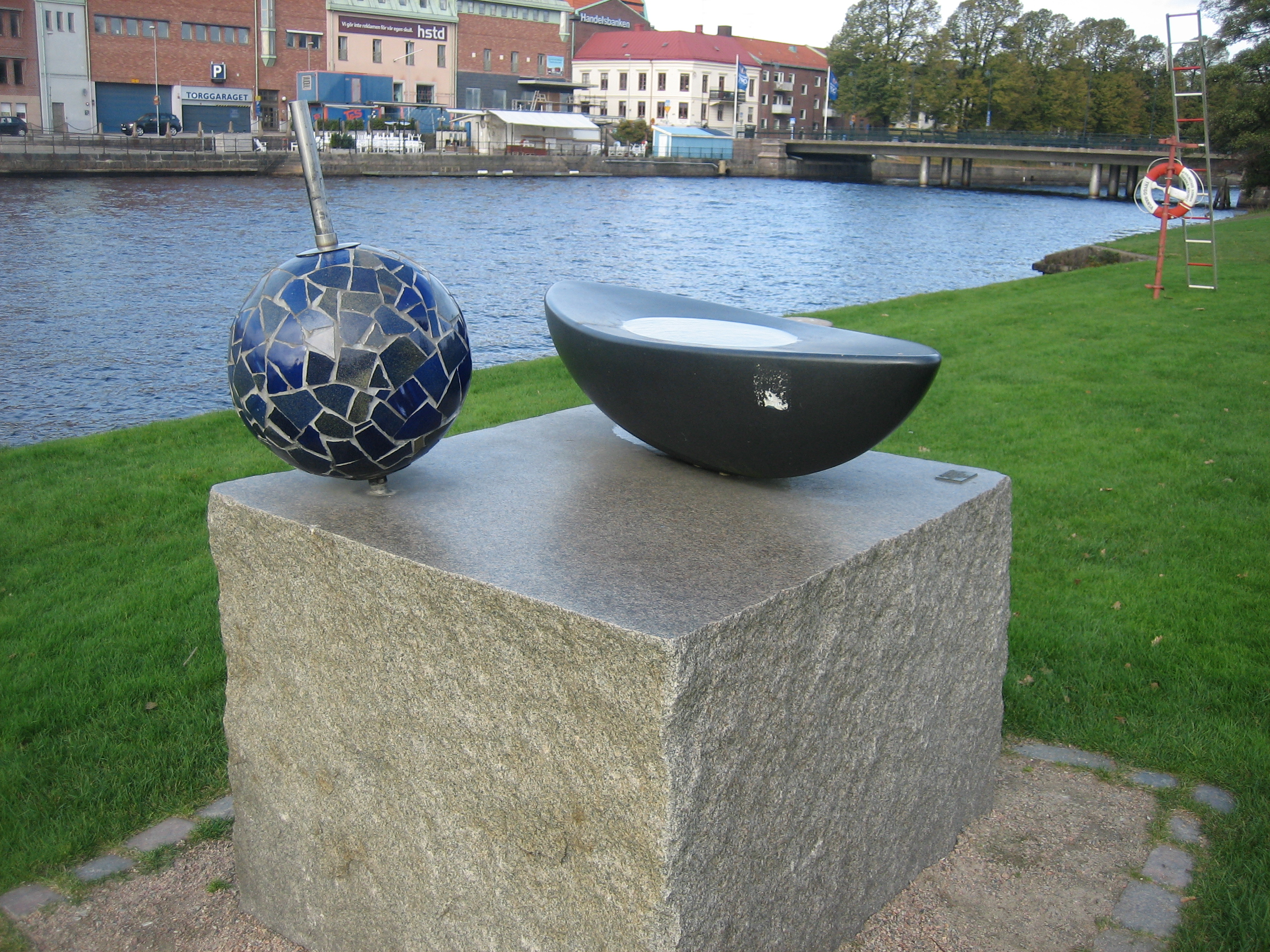
Farkost i Halmstad
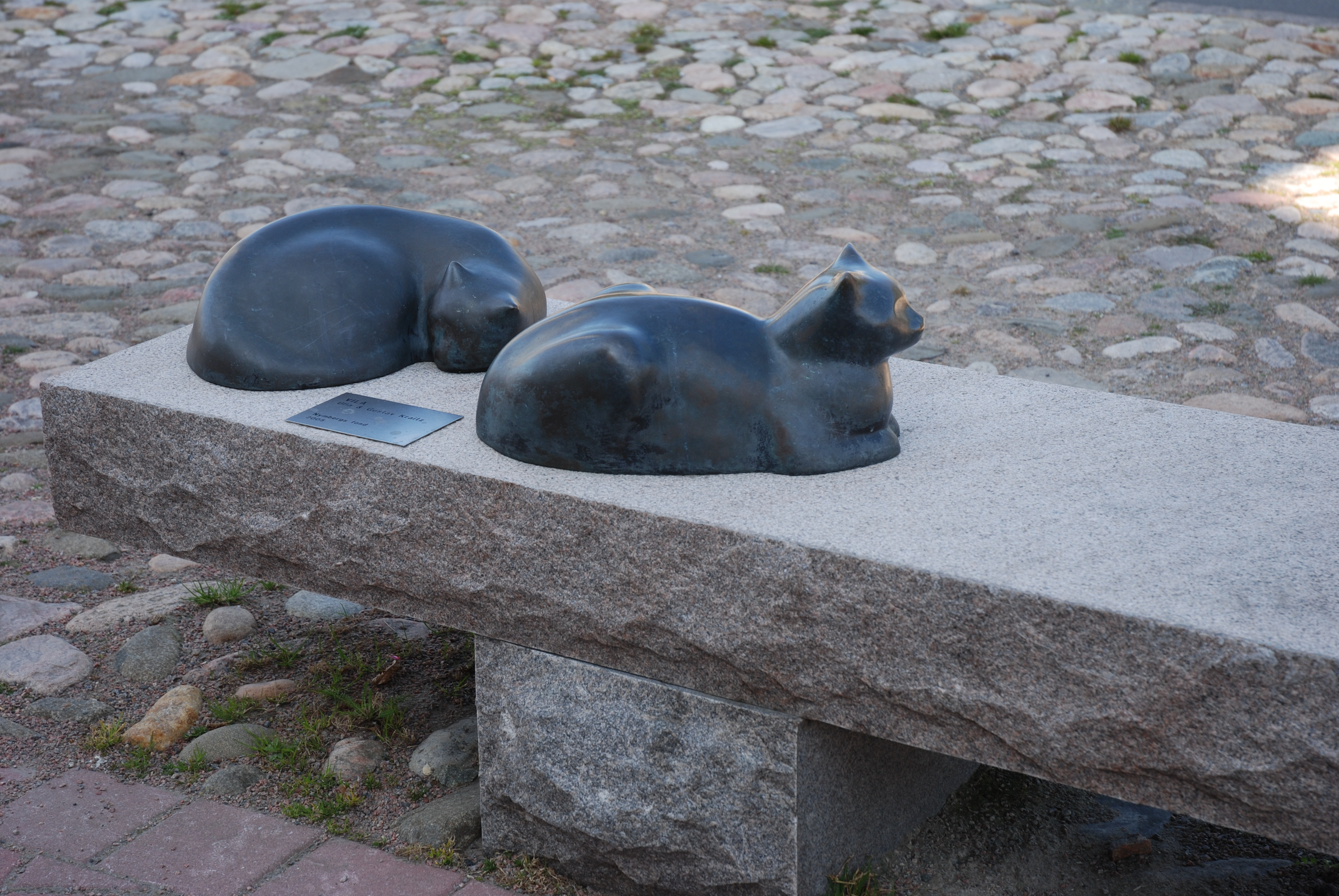
Trygghet (2005) i Höganäs
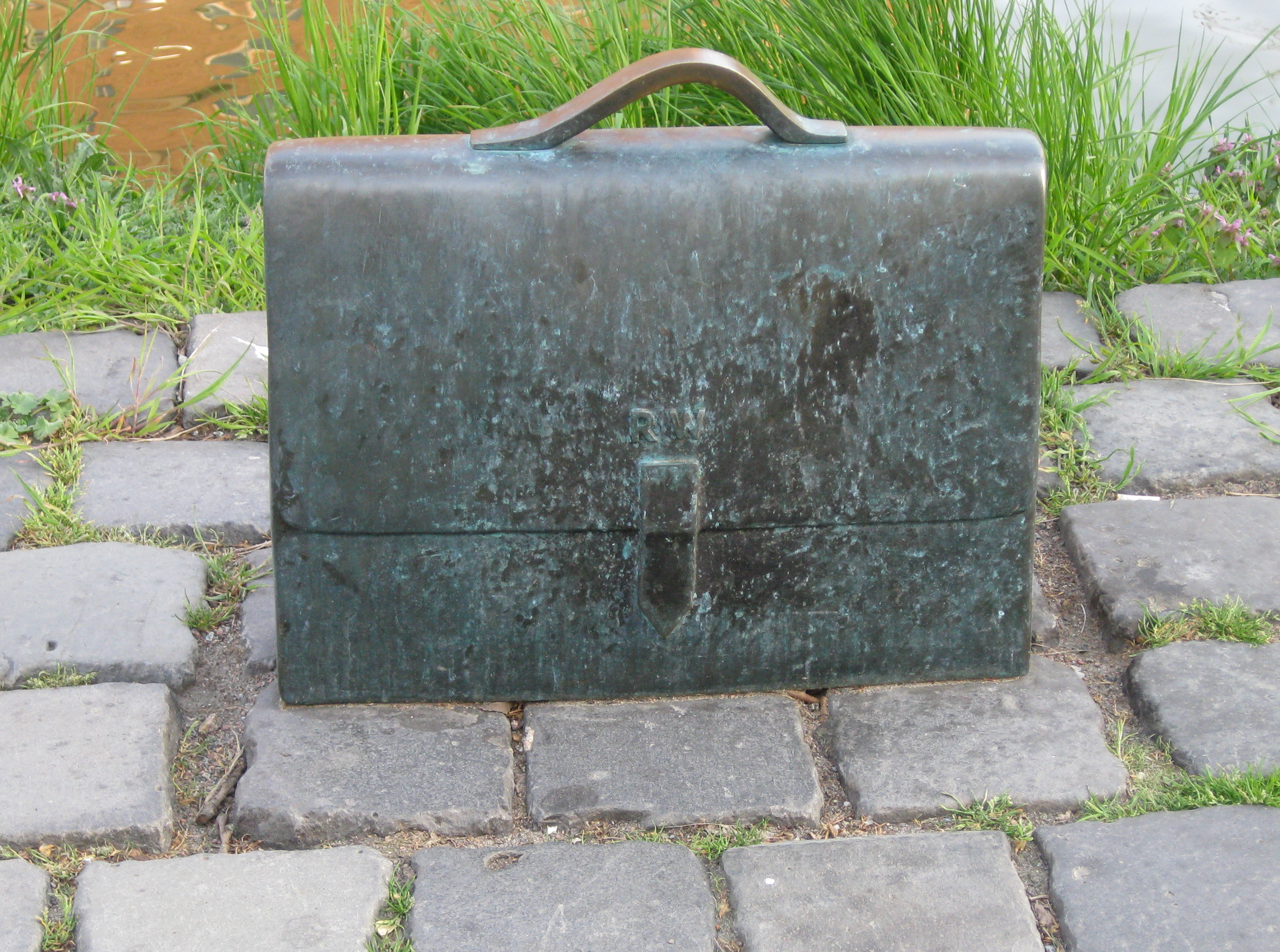
Portfölj i Raoul Wallenbergs park i Malmö
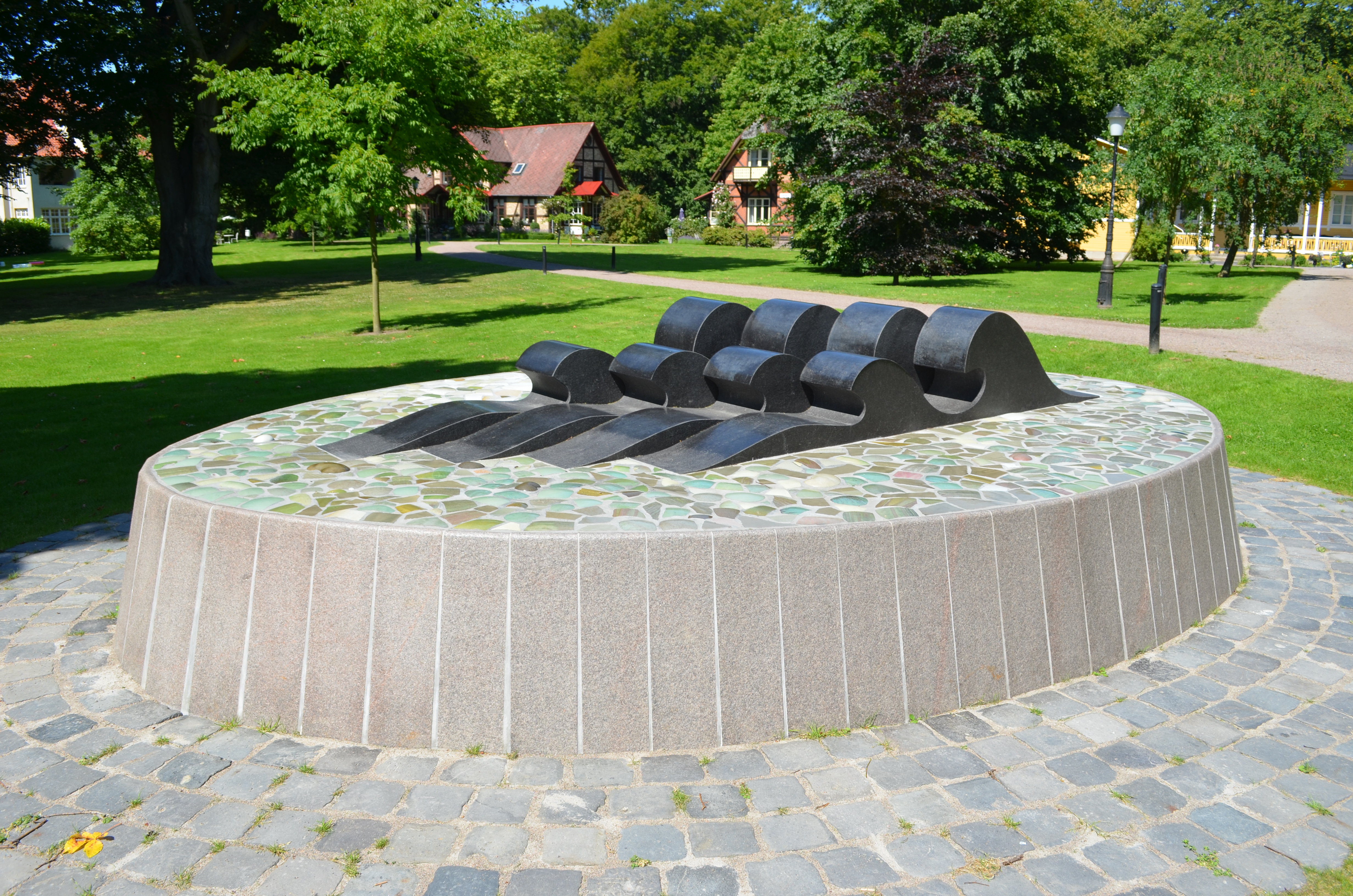
Bakom vågorna (2010), flyktingmonument i Helsingborg
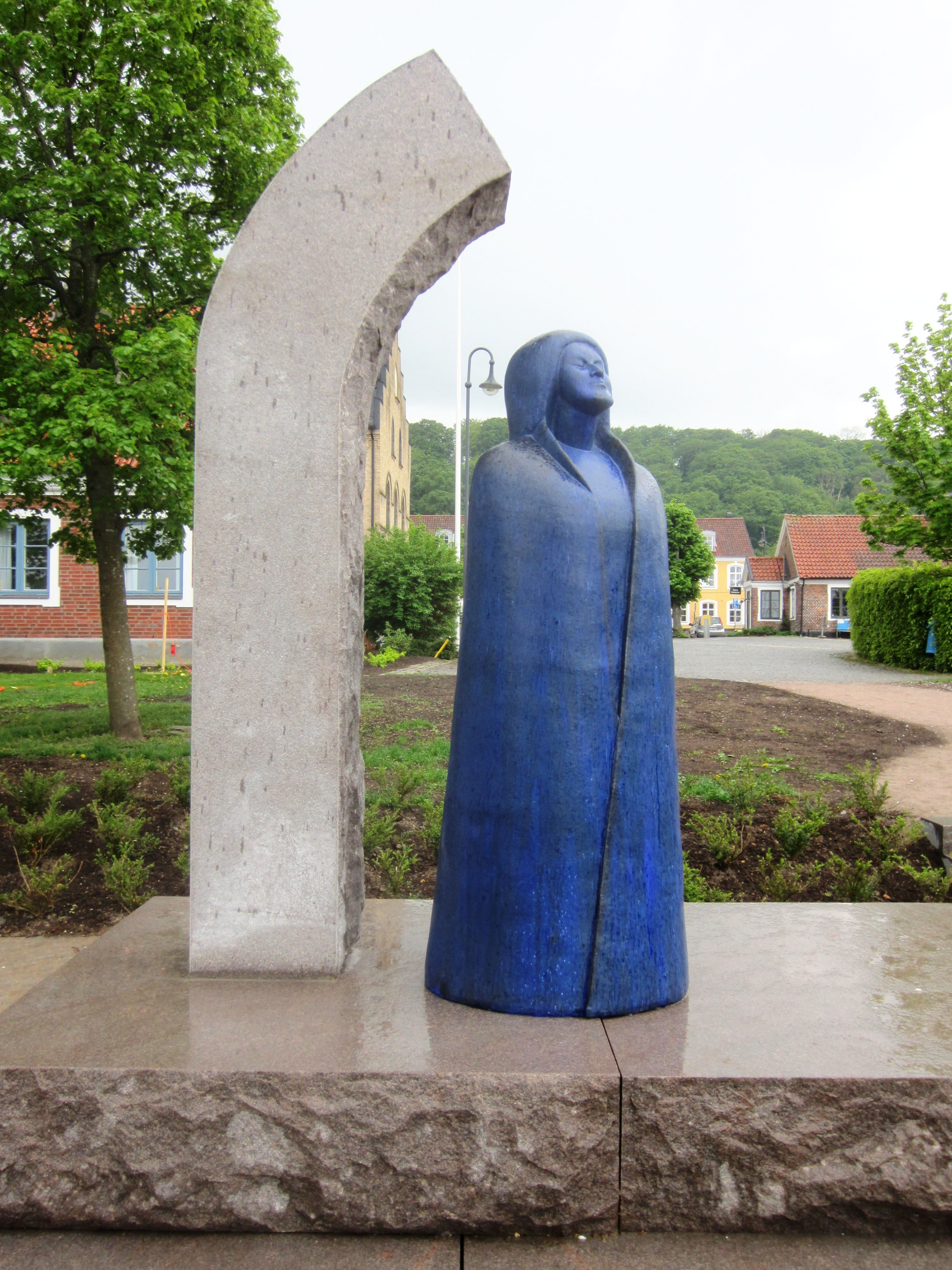
Statyn Birgit (2013), Birgit Nilssons plats i Båstad

## Priser och utmärkelser
- H. M. Konungens medalj av 8:e storleken (2017) för betydande insatser som keramiker tilldelad vid samma tillfälle som Gustav Kraitz
- Illis quorum av 8:e storleken (2008) tilldelad vid samma tillfälle som Gustav Kraitz
- Region Skånes kulturpris (2003) tillsammans med Ulla Kraitz[8][9]